# Chinesische Eroberung Qamdos
Die Chinesische Eroberung Qamdos (chinesisch 昌都战役, Pinyin Chāngdū zhànyì, Qamdo-Feldzug) war eine militärische Expedition in der frühen Geschichte der Volksrepublik China im Oktober 1950. In dem zweiwöchigen Feldzug der Volksbefreiungsarmee, dem mehrmonatige ergebnislose Verhandlungen über den Status Tibets vorausgegangen waren, wurde die Region Qamdo des de facto unabhängigen Staates Tibet erobert und nach weiteren Verhandlungen zwischen der Volksrepublik und tibetischen Vertretern im Mai 1951 das Abkommen zur friedlichen Befreiung Tibets geschlossen, das zur Annexion Tibets führte.

## Vorgeschichte
Kham ist historisch gesehen eine Grenzregion zwischen dem chinesischen und dem tibetischen Kulturraum, um die die benachbarten Mächte jahrhundertelang gestritten hatten. Vor der Gründung der Volksrepublik war das Gebiet zum Großteil in der Provinz Xikang der Republik China enthalten, jedoch war der Westteil, bekannt als Qamdo, seit den 1930er Jahren durch die tibetischen Behörden kontrolliert.
Die hier lebenden Tibeter waren stets auf ihre Unabhängigkeit bedacht und ihre Beziehungen zu den Lhasa-Tibetern von gegenseitiger Verachtung und Abneigung geprägt, die teilweise so weit ging, dass die Kham-Tibeter die Fremdbestimmung aus Lhasa noch schlimmer fanden als die der Chinesen. Aus diesem Grund unternahmen die Kham-Tibeter wenig, um den eindringenden chinesischen Truppen Widerstand zu leisten, als diese von Osten her mit der Besetzung Tibets begannen. In ähnlicher Weise betrachteten die Amdo-Tibeter in Qinghai die Tibeter aus Zentral-Tibet (das eigentliche Tibet, regiert von den Dalai Lamas aus Lhasa) als andersartig und verschieden von ihnen selbst und sind sogar stolz auf die Tatsache, dass sie seit dem Sturz des Tibetischen Reiches im Mittelalter nie mehr aus Lhasa regiert wurden.
Während des Bürgerkriegs hatten Kham-Tibeter unter der Führung des Clans der Pandatsang Aufstände mit dem Ziel der Autonomie von Lhasa geführt. Die chinesischen Kommunisten betrachteten sie daher als potentielle revolutionäre Verbündete. Im Januar 1950 hatten die Kommunisten ihnen offiziell Hilfe angeboten, wenn sie sich bei der geplanten "Befreiung Tibets" nicht einmischten, aber die Brüder Pandatsang entschieden sich stattdessen, den Missionar George Patterson nach Indien zu schicken, um dort eine Hilfsquelle für ihre Sache zu finden. Pandatsang Rapga, der Führer der Kuomintang-freundlichen Tibet Improvement Party, bot zudem dem aus Lhasa ernannten Gouverneur von Qamdo, Ngabo Ngawang Jigme, einige seiner Kämpfer im Austausch gegen die Anerkennung der Autonomie von Kham durch die tibetische Zentralregierung an. Dies wurde jedoch von Ngabo abgelehnt.

### Verhandlungen zwischen den beiden Parteien
Am 7. März 1950 traf eine tibetische Regierungsdelegation in Kalimpong ein, die in einen Dialog mit Vertretern der neugegründeten Volksrepublik China eintreten sollte. Ihr Ziel war unter anderem, eine chinesische Zusicherung der Respektierung der "territorialen Integrität" Tibets zu erreichen. Die Gespräche wurden wegen Meinungsverschiedenheiten zwischen den tibetischen, indischen, britischen und chinesischen Delegationen über den Ort des Treffens verzögert.
Die tibetische Delegation traf schließlich am 16. September 1950 in Delhi mit dem Botschafter der Volksrepublik China, General Yuan Zhongxian, zusammen. Yuan eröffnete ihnen einen drei Punkte umfassenden Vorschlag, der vorsah, dass Tibet als Teil Chinas angesehen werden sollte und dass China für die Verteidigung Tibets sowie für Außenbeziehungen und Handel zuständig sein sollte. Eine Weigerung dem zuzustimmen würde in der Eroberung Tibets durch China resultieren. Die Tibeter bemühten sich, mit Gegenvorschlägen die Bedingungen abzuschwächen und am gegenseitigen Verhältnis möglichst wenig zu ändern. Ihr Delegationsleiter, Tsepon W. D. Shakabpa, empfahl am 19. September zwar die Kooperation mit den Vorschlägen, äußerte aber einige Vorbehalte über die Durchführung. So bestünde keine Notwendigkeit, chinesische Truppen in Tibet zu stationieren, da es keine unmittelbare Bedrohung für seine Sicherheit gäbe. Im Falle eines Angriffs durch Indien oder Nepal könne man immer noch China um Beistand bitten.

### Chinesische Besetzung des östlichen Kham

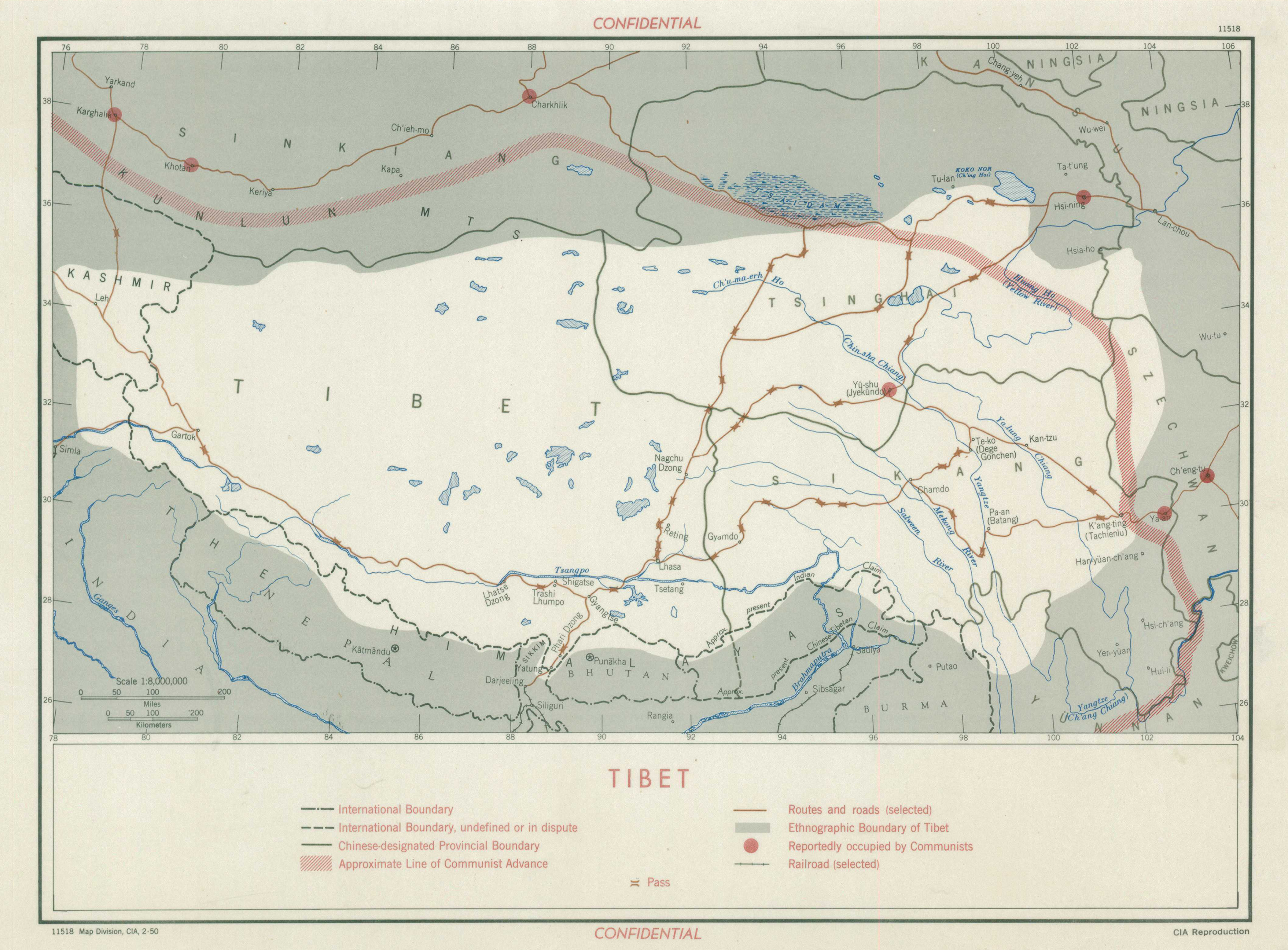
CIA-Karte über den Vormarsch der Volksbefreiungsarmee in Richtung Tibet vom Februar 1950

Nach dem Sieg über die Hauptkräfte der Kuomintang im Bürgerkrieg richtete die Führung der Volksbefreiungsarmee ihr Augenmerk auf republikanische Gebiete im Hinterland. Das östliche Kham, Teil der chinesischen Provinz Xikang, bildete das Zugangstor zu den tibetischen Gebieten. Die 18. Armee der Volksbefreiungsarmee mit der 52. Division als Hauptkraft bildete die Vorhut der Richtung Tibet vordringenden chinesischen Einheiten. Sie erreichte die Stadt Ya’an in Sichuan am 12. Februar 1950. Im März wurde Kangding im Bezirk Garzê erreicht. Mitte April hatte die 18. Armee mindestens 30.000 Mann in der Region Kangding und 10.000 Tibeter beteiligten sich am Bau einer Straße von Kangding in den Kreis Garzê, die im August fertiggestellt wurde. Die nun versammelte Armee mit Hauptquartier in Nyagrong marschierte am 30. Juli von Osten her im Kreis Litang ein. Die Qinghai-Kavallerieabteilung hatte schon am 22. Juli Gyêgu besetzt und schickte sich an, einen Flankenangriff gegen Qamdo zu führen.
Im Juni 1950 kam es in Dêgê zum ersten Aufeinandertreffen zwischen der Volksbefreiungsarmee und der Tibetischen Armee. Der Ort liegt an der Hauptstraße von Garzê nach to Yushu, rund 150 Kilometer nordöstlich von Qamdo. Der frühere Gouverneur Qamdos, Lhalu Tsewang Dorje, hatte hier eine Funkstation bauen lassen. Die Volksbefreiungsarmee konnte die Funksignale zurückverfolgen und in einem Handstreich über den Fluss Jinsha setzen und die Station zerstören. In den folgenden Wochen kam es zu weiteren Kämpfen um Dêgê, in denen sich die Chinesen schließlich durchsetzten. Damit befand sich das gesamte östliche Kham in der Hand der Chinesen.

## Schlacht um Qamdo
Nach monatelangen ergebnislosen Verhandlungen, tibetischen Bemühungen um ausländische Hilfe und dem chinesischen und tibetischen Truppenaufmarsch überschritt die Volksbefreiungsarmee am 6. oder 7. Oktober 1950 an fünf Stellen den Fluss Jinsha, der die faktische Grenze zu Tibet darstellte.
Bis zum 19. Oktober hatten zwei Einheiten der Volksbefreiungsarmee die Grenzstadt Qamdo eingenommen, wobei bis zu diesem Zeitpunkt 114 Soldaten der Volksbefreiungsarmee und 180 tibetische Soldaten getötet oder verwundet worden waren. Der Gouverneur Qamdos und Kommandeur der tibetischen Truppen, Ngapoi Ngawang Jigmê, ergab sich mit 2.700 Soldaten. Der chinesische Befehlshaber Zhang Guohua behauptete in einer 1962 erschienenen Publikation, 5738 feindliche Kombattanten seien "liquidiert", weitere 5700 "vernichtet" worden und über 3,000 hätten sich ergeben. Die Kampfhandlungen beschränkten sich auf das tibetische Grenzgebiet nordöstlich des Saluen und östlich des 96. Breitengrads. Nach Aussage Tenzin Gyatsos, des 14. Dalai Lama, griff die Volksbefreiungsarmee keine Zivilisten an.
Mit der Einnahme Qamdos glaubte die Volksbefreiungsarmee, ihre Ziele erreicht zu haben, und stellte die Kampfhandlungen einseitig ein. Ngapoi wurde nach Lhasa entsandt, um die chinesischen Bedingungen dort zu wiederholen, und eine Antwort der tibetischen Regierung wurde über deren Vertreter in Peking erwartet.
Am 21. Oktober instruierte die Regierung in Lhasa ihre Delegation, unverzüglich nach Peking aufzubrechen und wies sie an, nur die erste der drei chinesischen Bedingungen zu akzeptieren, und auch dies nur unter der Bedingung, dass der Status des Dalai Lama garantiert werden würde. Später wurde auch dieses Zugeständnis zurückgenommen, nachdem eine Divination vor den sechsarmigen Mahakala-Gottheiten ergeben hatte, dass keiner der drei Punkte akzeptiert werden könne, da Tibet dadurch unter Fremdherrschaft fallen würde.
Am 24. Oktober endeten sämtliche militärischen Operationen.

## Folgen
Nach dem Eintreffen der Nachricht von der tibetischen Niederlage in Lhasa trat der Regent Ngawang Sungrab Thutob von seinem Amt zurück und der 14. Dalai Lama wurde im Alter von 15 Jahren vorzeitig inthronisiert. Am 11. November 1950 appellierte er an die Vereinten Nationen, sich mit der Angelegenheit zu befassen. Der von El Salvador eingebrachten Antrag, das Thema der Invasion Tibets auf die Tagesordnung der UN-Generalversammlung zu setzen, wurde jedoch abgelehnt und die Behandlung der Frage am 24. November auf unbestimmte Zeit vertagt. Wenige Wochen später, im Dezember 1950, verließ der Dalai Lama die tibetische Hauptstadt und begab sich nach Yadong an der Grenze zu Indien.
Im Februar 1951 wurde eine fünfköpfige tibetische Delegation, angeführt von Ngapoi Ngawang Jigmê, nach Peking entsandt, um die Verhandlungen mit der Regierung der Volksrepublik wieder aufzunehmen. Ende April 1951 ging eine weitere Delegation des tibetischen Ministerrats (Kashag) nach Peking, um die Verhandlungen abzuschließen. Am 23. Mai wurde schließlich das Abkommen zur friedlichen Befreiung Tibets unterzeichnet. Am 17. August 1951 kehrte der Dalai Lama nach Lhasa zurück.
Einige Kham-tibetische Kämpfer setzten ihren Widerstand auch nach dem Abkommen fort. Lokale Kriegsherren schlossen sich mit Unterstützung der Central Intelligence Agency zur Guerillabewegung Chushi Gangdruk zusammen, die auch während des Tibetaufstands von 1959 eine Rolle spielte.
Laut Melvyn Goldstein zielte die chinesische Kampagne um Qamdo nicht darauf ab, Tibet als solches zu besetzen, sondern lediglich die Truppen der tibetischen Armee um Qamdo gefangen zu nehmen, um damit die Regierung in Lhasa zu demoralisieren und Druck auf sie hinsichtlich der Aufnahme von Verhandlungen in Peking und der Akzeptanz der chinesischen Forderungen auszuüben.